# 고명진 (축구 선수)
고명진(한국 한자: 高明振, 1988년 1월 9일 ~ )은 미드필더로 뛰고 있는 대한민국의 축구 선수이다.

## 클럽 경력
2003년 석관중학교를 중퇴하고 안양 LG 치타스 (현 FC 서울)에 입단하며 일찍 프로무대에 입문했으며 2004년 프로 데뷔전을 치렀다. 2006 K리그에서 13경기에 출장하였으며 10월 21일 열린 전남 드래곤즈와의 원정 경기에서는 프로 데뷔 후 첫 골을 터뜨리는 등의 활약을 펼쳤으나 2007년과 2008년엔 큰 활약을 보이지 못했다. 2009시즌엔 주전 경쟁에서 유리한 고지를 점하며 정규리그 20경기에 출장해 2골 1도움을 기록했다. 2011 K리그에선 24경기에 출장하여 2골 7도움을 기록하며 본격적으로 주목을 받기 시작하였다.
2014년 1월, FC 서울의 2014 시즌 부주장으로 선임되었으며, 2015 시즌을 앞두고는 공식 주장으로 선임되었다.
2015년 7월 15일, 카타르 스타스 리그 알라이얀으로 이적하였다.
2019년 7월 1일, 크로아티아 1부리그 슬라벤 벨루포로 이적하였다.
2019년 12월 23일, K리그1 울산 현대로 이적하며 국내 무대로 복귀했다.

## 국가대표팀 경력
2011년 6월 가나와의 국가대표 친선 경기에 처음으로 대한민국 국가대표팀에 소집되었고., 2012년 11월 호주와의 국가대표 친선 경기에 처음으로 출전하였다. 2013년 12월 홍명보 감독이 이끄는 국가대표팀에 소집되었으며 러시아전에 출전하였다.
러시아 월드컵 예선 레바논, 태국전 대표팀 명단에 포함되었다. 스페인과 체코의 친선 경기 최종 명단에 포함되었지만 부상으로 인해 주세종이 대체 발탁이 되었다.

## 경력 통계

### 클럽
- 마지막 업데이트: 2015년 7월 14일

| 클럽                         | 시즌                         | K리그 클래식 | K리그 클래식 | K리그 클래식 | FA컵   | FA컵 | FA컵 | 리그컵 | 리그컵 | 리그컵 | AFC 챔피언스리그 | AFC 챔피언스리그 | AFC 챔피언스리그 | 시즌 합계 | 시즌 합계 | 시즌 합계 |
| 클럽                         | 시즌                         | 출장수       | 득점         | 도움         | 출장수 | 득점 | 도움 | 출장수 | 득점   | 도움   | 출장수           | 득점             | 도움             | 출장수    | 득점      | 도움      |
| ---------------------------- | ---------------------------- | ------------ | ------------ | ------------ | ------ | ---- | ---- | ------ | ------ | ------ | ---------------- | ---------------- | ---------------- | --------- | --------- | --------- |
| 안양 LG/FC 서울              |                              |              |              |              |        |      |      |        |        |        |                  |                  |                  |           |           |           |
| 2003                         | 0                            | 0            | 0            | 0            | 0      | -    | 0    | 0      | 0      | N/A    | N/A              | N/A              | 0                | 0         | 0         |           |
| 2004                         | 0                            | 0            | 0            | 0            | 0      | -    | 5    | 0      | 0      | N/A    | N/A              | N/A              | 5                | 0         | 0         |           |
| 2005                         | 1                            | 0            | 0            | 0            | 0      | -    | 0    | 0      | 0      | N/A    | N/A              | N/A              | 1                | 0         | 0         |           |
| 2006                         | 13                           | 1            | 0            | 1            | 0      | -    | 6    | 0      | 0      | N/A    | N/A              | N/A              | 20               | 1         | 0         |           |
| 2007                         | 10                           | 1            | 1            | 2            | 0      | -    | 2    | 0      | 0      | N/A    | N/A              | N/A              | 14               | 1         | 1         |           |
| 2008                         | 9                            | 1            | 0            | 0            | 0      | -    | 5    | 0      | 0      | N/A    | N/A              | N/A              | 14               | 1         | 0         |           |
| 2009                         | 20                           | 2            | 1            | 2            | 0      | -    | 3    | 0      | 0      | 4      | 0                | -                | 29               | 2         | 1         |           |
| 2010                         | 7                            | 0            | 0            | 1            | 0      | -    | 2    | 0      | 0      | N/A    | N/A              | N/A              | 10               | 0         | 0         |           |
| 2011                         | 24                           | 2            | 7            | 3            | 0      | -    | 0    | 0      | 0      | 4      | 1                | -                | 31               | 3         | 7         |           |
| 2012                         | 39                           | 1            | 3            | 1            | 0      | -    | -    | -      | -      | N/A    | N/A              | N/A              | 40               | 1         | 3         |           |
| 2013                         | 30                           | 3            | 2            | 3            | 0      | -    | -    | -      | -      | 13     | 2                | -                | 46               | 5         | 2         |           |
| 2014                         | 31                           | 2            | 1            | 3            | 0      | -    | -    | -      | -      | 10     | 0                | -                | 44               | 2         | 1         |           |
| 2015                         | 20                           | 1            | 0            | 1            | 0      | -    | -    | -      | -      | 8      | 0                | -                | 29               | 1         | 0         |           |
| 안양 LG /FC 서울 커리어 통산 | 안양 LG /FC 서울 커리어 통산 | 204          | 14           | 15           | 17     | 0    | -    | 23     | 0      | 0      | 39               | 3                | -                | 283       | 17        | 15        |

## 수상 내역

### FC 서울
- K리그 우승

우승 (2): 2010, 2012
- 리그컵 우승

우승 (2): 2006, 2010

### 울산 현대
- AFC 챔피언스리그 우승: 2020
- K리그1 우승: 2022

### 개인
- K리그 클래식 베스트 11 : 2014

## 참고 자료
- 고명진 인터뷰 - 고명진, 늦게 피는 꽃이 아름답다